# パニヒダ

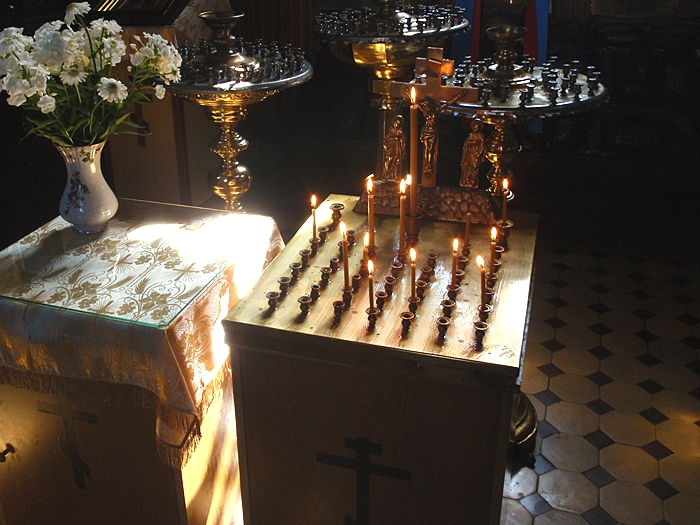
パニヒダ台。リティヤ台（Lity tray）とも。ハリストス（キリスト）の磔刑像が据えられ、その前に蝋燭を嵌め込む突起が多数設けられ、火が灯された蝋燭が立てられている。信徒はこのように蝋燭を捧げて永眠者のために祈る。パニヒダはこの台の前で行われることが多い（通夜としてのパニヒダの際には永眠者の棺の前で行われることが多く、墓地でのパニヒダでは墓前で行われることが多い）。この台は移動することが可能で、聖堂中央に移動させてパニヒダをその前で行うこともある。左の台の基部に書き込まれているのは八端十字架。（ポーランドのビャウィストクにある正教会の聖ミコライ大聖堂内）

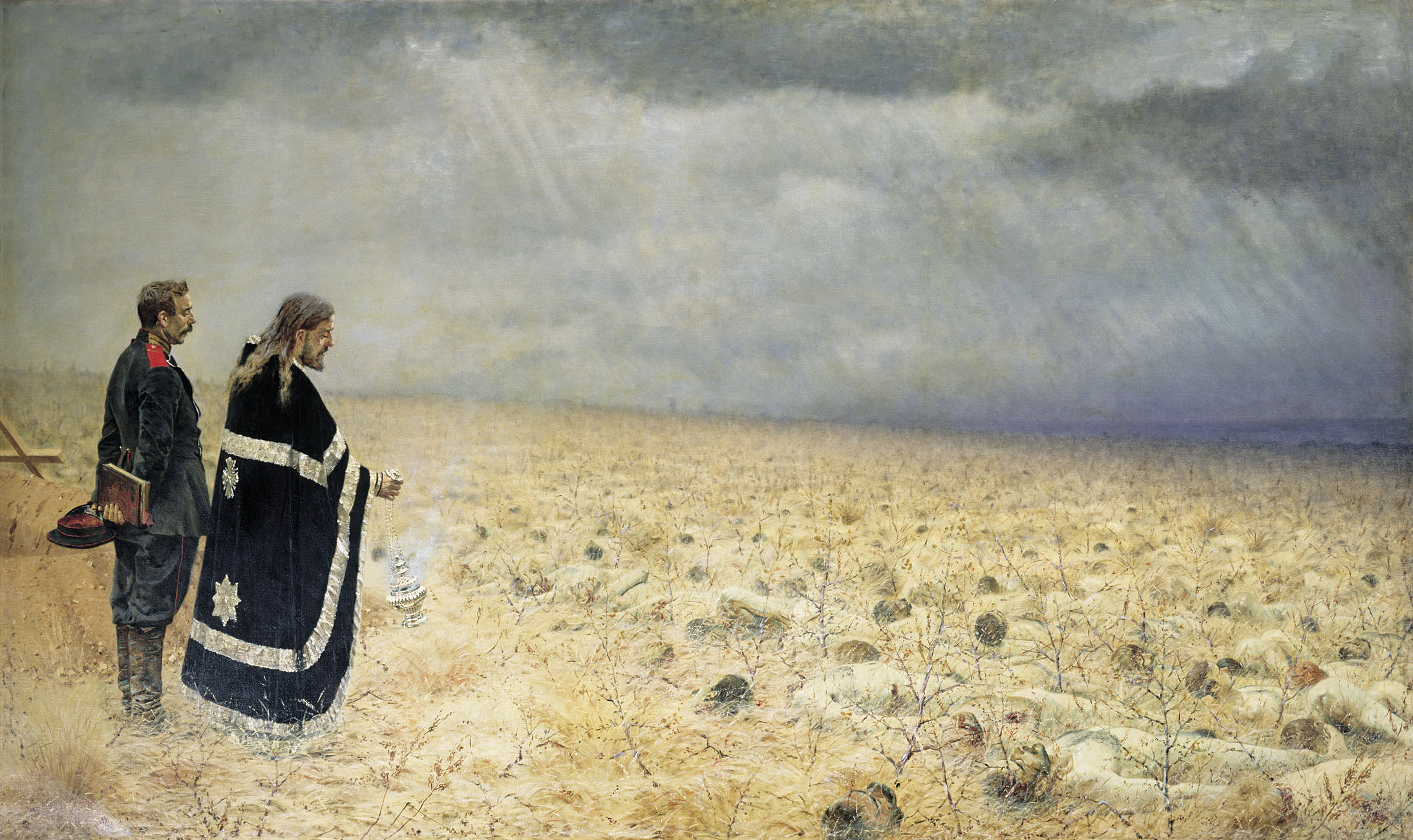
『敗北。パニヒダ。』（Побежденные. Панихида.）ヴァシーリー・ヴェレシチャーギンによる露土戦争の一場面を描いた油彩画。膨大な数の兵士達の遺体を前に、正教会の司祭が振り香炉を振りつつ、パニヒダを捧げている。

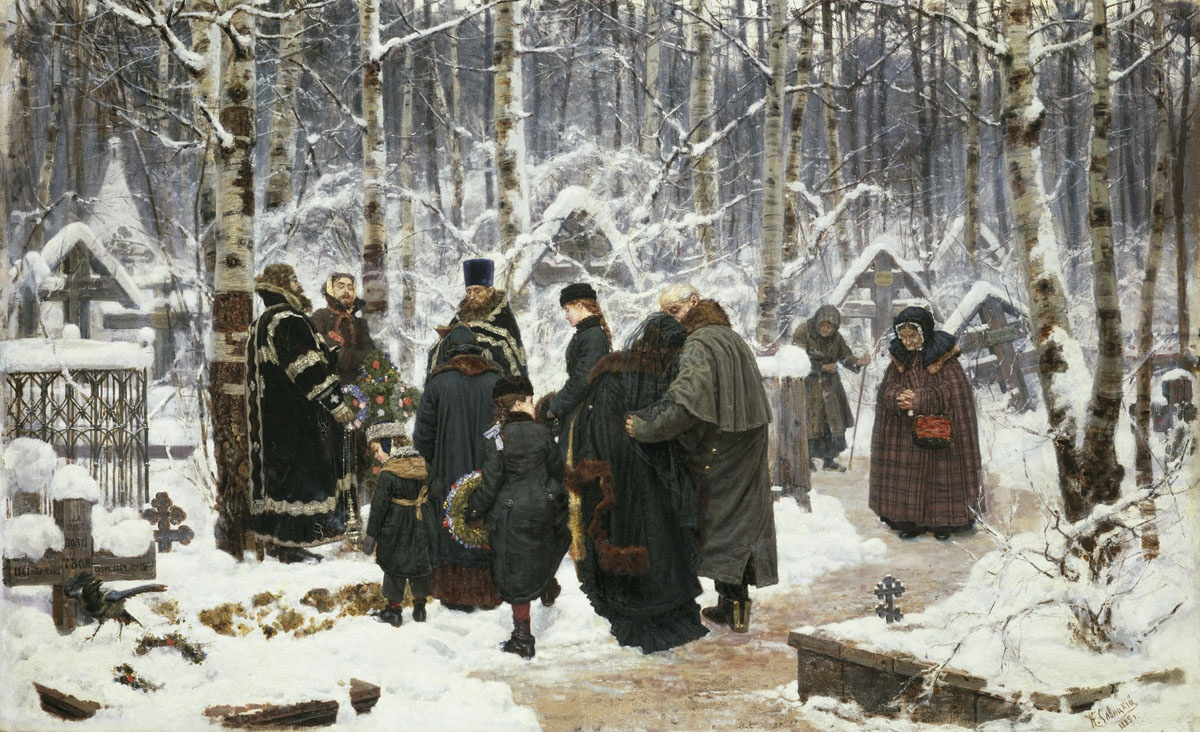
『墓地での九日祭パニヒダ』（コンスタンティン・サヴィツキー）

パニヒダ（ギリシア語: Μνημόσυνο, ロシア語: Панихи́да, 英語: Memorial service (or panikhída)）は、正教会において永眠者のために行われる奉神礼。永眠した人が神の国に安住するために祈り、かつ永眠した人の信仰を受け継いでともに永遠の国に与れるよう祈願するものである。
埋葬式もパニヒダも未信徒（正教徒でない者）のためには通常行われないが、未信徒の永眠者のためには「異教人パニヒダ」がある。
通夜の祈りとして行われたり、永眠者の死後一定の時期に適宜行われたり、さらに暦の上で定められた日に行われたりする。
「正教会のレクイエム」と呼ばれるケースが正教会の聖歌を扱う市販のCDなどで散見されるが、パニヒダはカトリック教会・聖公会のレクイエムとは形式は全く異なるものであり、適切な表現ではない。

## 語源と語義
日本正教会における日本語表記「パニヒダ」は、教会スラヴ語"Панихида" (パニヒダ）に由来する。語源はギリシャ語の「パン（すべて）」と「ニクス（夜）」と「オーデー（歌）」の3つの言葉の合成であり、「夜を徹して歌う」「徹夜の祈り」を意味する。この名は、古代の教会においては異教徒からの迫害を避けるため、棺の上で終夜祈り、埋葬式も夜中に行われていたことに由来する。
ただし、現代の正教会では夜通し祈ることはほとんど行われない。また、語源は徹夜の祈りという意味であるが、通常、パニヒダは日本語では徹夜祷と呼ばれない。
語源は上記のようにギリシャ語であるが、現代のギリシャ正教会では"Μνημόσυνο"（ムニモーシノ：「記憶」の意）と呼ばれ、パニヒダとは呼ばれない。
このことと、先述した語源の語義がほとんど同じであることなどから、日本正教会においては埋葬式の前晩に行われるパニヒダのことを、仏教において一般的な呼称である「通夜」と呼ぶことがあまり忌避されない。ただし、パニヒダは埋葬式の前晩だけに行われるものではなく、埋葬式後の永眠者の記憶を行う時期に適宜行われるものであり、パニヒダと通夜とは完全には同義でない。

## 行われる日時
埋葬式の前晩の「通夜」、および埋葬式後の適宜に、永眠者の記憶を行う祈りとして行われる。「通夜」の際、パニヒダの祈りを行うほか、親族や友人が聖詠（詩篇）を夜通し祈る習慣がある。
正教会においては人の死を「天国への入り口としての永眠」と捉えており、忌避すべきものとして考えないため、他の多くの奉神礼と同様に「祭」として位置づける。それゆえ、パニヒダにも「祭」の名を冠した呼称が多数存在する。
正教会においては、パニヒダを永眠者のために行うにあたって奨励される時期がある。しかし、諸々の事情によって時期をずらして行われることがしばしばある。特に九日祭は日本正教会においては火葬が行われた後すぐに、聖堂などにおいて行われるのが一般的である。
- 三日祭 - 永眠者が永眠した3日目に行う。3日目に死から復活したイイスス・ハリストス（イエス・キリスト）によって永眠者の霊が救われるよう祈る[8]。
- 九日祭 - 永眠者が永眠した9日目に行う。永眠者の霊が9階級ある天使とともに天上の教会に合わせられるよう祈る[8]。
- 四十日祭 - 永眠者が永眠した40日目に行う。復活後、40日目に昇天したイイスス・ハリストスによって、永眠者の霊が天国に救われるように祈る[8]。
- 一年祭 - 永眠して1年目に行う[4]。
- 年祭 - 年数に関係なく任意に、永眠者が永眠した日に行う[4]。

また、土曜日は永眠者を特に記憶する曜日とされる。これは土曜日に神が創造の業を休んだことが（創世記2:3）、神の国における安息を象っていると理解されることによる（ヘブライ人への手紙 4:9 - 10）。
上記永眠者個々人に関連付けられたものの他に、以下の日が全永眠者を特に記憶する日とされている。
- 大斎準備週間の第3週間目（審判の週間）の土曜日 - 神の審判を記憶する日であり、神の審判において永眠者の霊が義人たちの霊とともに天国に救われるのを祈るため[9][10]。
- 大斎の第2・第3・第4週間の土曜日[11]
- 復活大祭後の第1週間（フォマの週間）の月曜日もしくは火曜日 - 人の復活の本源であるイイスス・ハリストスの復活を讃揚しかつ記憶するため[10]。
- 五旬祭の土曜日 - 世の終わりにおける全死者の復活を記憶すること、および「凡の霊は聖神（聖霊）にて活され（いかされ）云々」との祈祷文が歌われるため[9][10]。
- 前駆授洗イオアン斬首祭（9月11日）[11]
- ソルンの聖ディミトリイの記念の前の土曜日[11]（11月8日の前の土曜日[9]）

## 構成

### 概要
パニヒダのほとんどの部分は、司祭・輔祭・詠隊による永眠者のための連祷と聖歌によって行われる。パニヒダの後半にはリティヤと呼ばれる部分がある。墓地祈祷や納骨の際などに、この部分のみを用いて祈祷が行われることが多い。

### 永遠の記憶
正教会のパニヒダと埋葬式は、輔祭（輔祭が居ない場合は司祭）が永眠者の霊（たましい）の安息を願う祈祷文を朗誦した後、「永遠の記憶、永遠の記憶、永遠の記憶」と3回歌われる聖歌をもって終結する。人を生かす、神による永遠の記憶が永眠者に与えられるように祈願する祈祷文である。

## 香炉
他の奉神礼と同様、正教会のパニヒダにおいては振り香炉が多用される。ほとんどの場合は乳香が用いられ、独特の香りを伴う煙を発する。ただし、この振り香炉を用いるのは輔祭か司祭であって、信徒が触れることはなく、信徒・参祷者による焼香の習慣もない。

## 糖飯

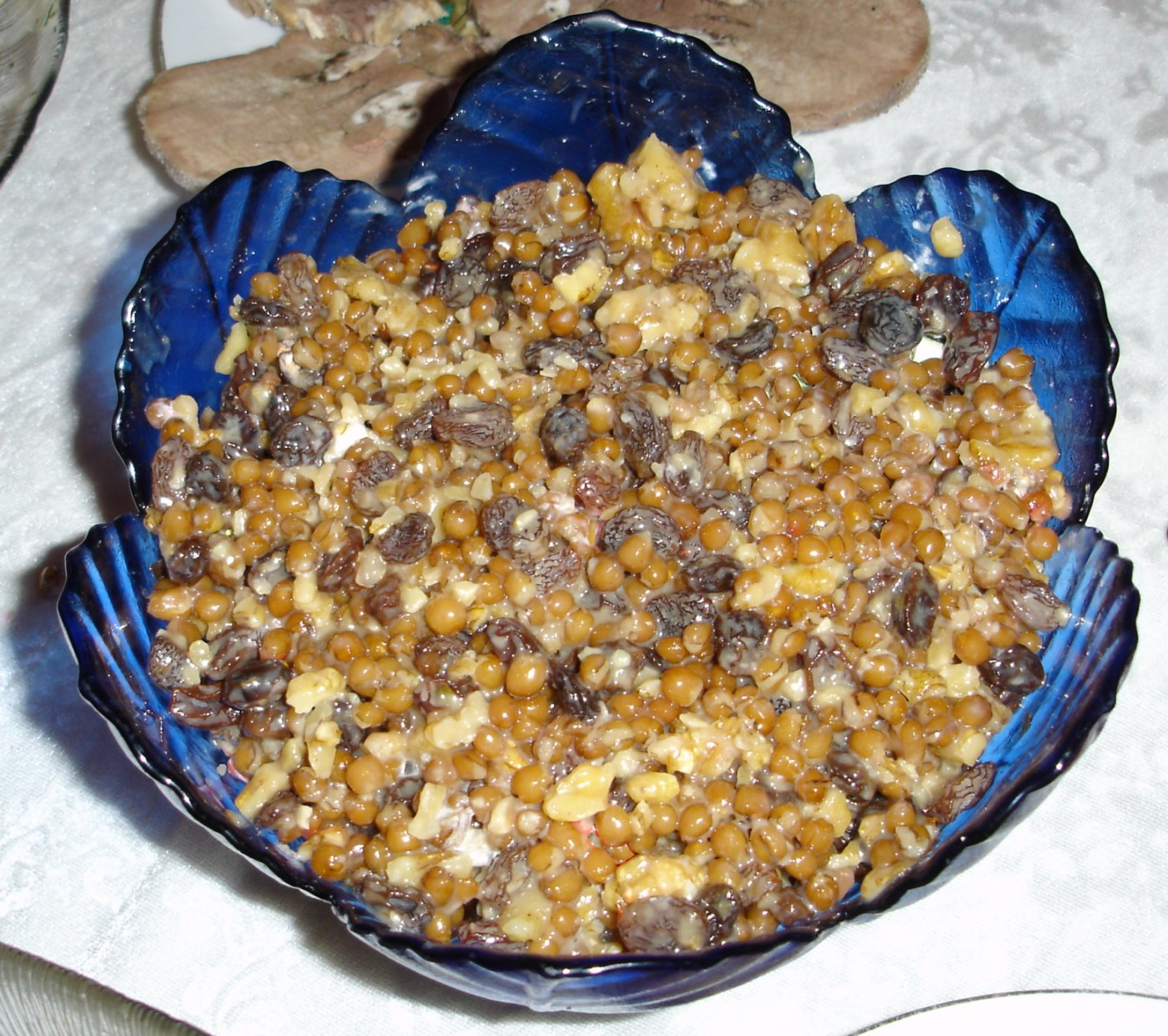
モルドヴァの正教会での糖飯。地域によっては干し葡萄などを十字架の形に盛って飾る。

糖飯（とうはん）と呼ばれる食物が用意され、パニヒダの終了後に参祷者に供されることがある。
糖飯とは、麦・餅米といった穀物を炊いたものを、蜜や砂糖で甘くしたもの。穀物を用いるのはイオアンによる福音書（ヨハネによる福音書）の12章24節にある1粒の麦のたとえに由来し、甘くするのは申命記6章3節にあるような「乳と蜜の流れる地」と表現された天国の味わいを象るとされる。
皿に丸く盛りつけられ、その上に干し葡萄などを十字架の形に飾ることが多い。

## パニヒダで歌われる正教会聖歌
大体において広く用いられる簡明な旋律が無伴奏で歌われることがほとんどであるが（正教会の聖歌は無伴奏の歌唱が基本である）、ごく稀にロシア正教会やセルビア正教会の作曲家によって作られた聖歌が用いられることもある。日々のパニヒダにおいてこれらが用いられるケースは極めて少ないが、CDなどの各種録音媒体において、これらの作品の録音を聞くことができる。また、パニヒダの全曲もしくは大部分を網羅する作曲は行わずとも、一部に曲付けを行った作曲家は多数存在する。

### パニヒダに作曲を行った正教会聖歌作曲家
- アレクサンドル・アルハンゲルスキー(1846-1924) - （ロシア正教会）
- シュテファン・モクラーニャッツ(1856-1914) - （セルビア正教会）
- パーヴェル・チェスノコフ(1877-1944) - （ロシア正教会）
  - パニヒダ第2番 (チェスノコフ)
- ステヴァン・フリスティッチ(1885-1958) - （セルビア正教会）
- ミッコ・シドロフ（Mikko Sidoroff 1985- ） - （フィンランド正教会）
  - パニヒダ (シドロフ)